# Docent (seriál)
Docent je minisérie s kriminální zápletkou. Docent Otto Stehlík (Ivan Trojan) v ní stopuje chladnokrevného vraha jako vyšetřovatel s netradiční, ale o to funkčnější strategií; s profesní partnerkou Monikou Fousovou (Tereza Ramba) představují dosti nesourodou dvojici.
Na tvorbě scénáře se podíleli Jan Malinda (redaktor MF Dnes) a Josef Mareš (bývalý šéf oddělení vražd pražského policejního ředitelství), režie se chopil Jiří Strach. První díl byl představen 12. ledna 2023 v pražském bio Přítomnost; režisér Strach tam prozradil, že bude pokračování; premiérově pak byl uveden 5. února 2023 na ČT1.
První řada seriálu byla nominována na Českého lva v kategorii Nejlepší televizní film nebo minisérie, cenu ale nezískala.
Dne 25. září 2023 Česká televize oznámila pokračování seriálu; to bylo dotočeno 27. listopadu 2023. Premiéra druhé řady proběhla 1. září 2024; podle kreativní producentky Jiřiny Budíkové by měl mít seriál dohromady čtyři řady a navíc bylo prozrazeno, že se brzy začne pracovat na třetí řadě.

## Obsazení

### Hlavní role
| Ivan Trojan     | kpt. PhDr. Otto Stehlík – docent                 |
| Tereza Ramba    | kpt./pplk. Monika Fousová – operativec           |
| Ondřej Vetchý   | kpt./plk. Mgr. Milan Šera – šéf oddělení vražd   |
| Matěj Hádek     | kpt. Mgr. Jaroslav Málek – operativec            |
| Marek Taclík    | kpt. Bc. Daniel „Dan“ Plesl – operativec         |
| Miroslav Etzler | MUDr. Jiří Hladký – soudní lékař a koroner       |
| Marie Kukalová  | Jitka Chaloupková – sekretářka na oddělení vražd |

### Vedlejší role
| Lenka Vlasáková   | MUDr. Anna Stehlíková (dříve: Pačesová) – exmanželka Otty       |
| Alois Švehlík     | Václav Stehlík – otec Otty (1. řada)                            |
| Jan Hrušínský     | Miloš Fous – nevlastní otec Moniky a ministr vnitra             |
| Simona Postlerová | Ing. Dagmar Střelcová – vedoucí zdravotní pojišťovny (1. řada)  |
| Jan Šťastný       | doc. Ing. Petr Našic – děkan vysoké školy bezpečnostní a právní |
| Josef Mareš       | PhDr. Ing. Marek Tomášek, MBA – znalec biomechaniky             |
| Tomáš Kozák       | Ing. Petr Volf, Ph.D. – znalec kybernetiky                      |

### Epizodní role

#### První řada
| Hana Barcalová     | Jana Bortlíková (1. díl)              |
| Vojtěch Hrabák     | Milan Škoda (1. díl)                  |
| Petr Jeřábek       | recepční Horký (1. a 2. díl)          |
| Oldřich Navrátil   | Bohumil Lukášek (1. a 2. díl)         |
| Elizaveta Maximová | Oxana Vosátková (1. 2. a 3. díl)      |
| Petr Stach         | Jan Vosátka (1. 2. a 3. díl)          |
| Peter Varga        | bezdomovec Jiří Váchal (1. a 2. díl)  |
| Robert Hájek       | Stanislav Bouzek (1. díl)             |
| Marek Holý         | Petr Vondřich (1. 2. a 3. díl)        |
| Jiří Ployhar       | Jiří Zimermann (1. a 2. díl)          |
| Michal Zelenka     | taxikář Horáček (1. díl)              |
| Jiří Bartoň        | Vasil Korol (2. díl)                  |
| Nela Boudová       | Hana Kupsová (2. díl)                 |
| Šimon Bilina       | barman Staněk (2. díl)                |
| Robert Cejnar      | Jiří Malý (2. díl)                    |
| Vanda Károlyi      | Karolína Sirná (2. díl)               |
| Mária Pavlová      | Alexandra Čakvetazdeová (2. a 3. díl) |
| Otmar Brancuzský   | Luděk Doležal (3. díl)                |
| Martin Zahálka     | Ivan Maštera (3. díl)                 |
| Jan Vondráček      | producent Nachtigall (3. díl)         |
| Milan Enčev        | František Jehla (3. díl)              |
| Filip Cíl          | Marek Golis (3. díl)                  |
| Filip Renč         | hrál sám sebe (3. díl)                |
| Robert Sedláček    | hrál sám sebe (3. díl)                |

#### Druhá řada
| Petra Tenorová    | Petra Roubíčková (1. díl)     |
| Pavel Kříž        | Václav Roubíček (1. a 2. díl) |
| Jonáš Antl        | Petr Roubíček (1. díl)        |
| Tomáš Masopust    | Robert Protivanský (1. díl)   |
| Mariana Čížková   | Ivana Packová (1. díl)        |
| Aleš Petráš       | Jakub Wiener (1. díl)         |
| Judit Pecháček    | Lenka Wienerová (1. díl)      |
| Jiří Dvořák       | Vladimír Benák (1. a 2. díl)  |
| Zdeněk Žák        | Martin Vágner (2. díl)        |
| Adrian Jastraban  | Aleš Bureš (2. díl)           |
| Anežka Šťastná    | Kateřina Pichlová (2. díl)    |
| Barbora Vágnerová | Gabriela Kousalová (2. díl)   |
| Petra Ptáčková    | Zdeňka Slobodová (2. díl)     |
| Mikuláš Bukovjan  | Michal Krmelec (2. a 3. díl)  |
| Štěpán Komárek    | Ondřej Římal (3. díl)         |
| Johanna Tesařová  | Helena Tlapáková (3. díl)     |
| Dana Černá        | Jitka Tlapáková (3. díl)      |

## Citát
| „               | Má postava kapitánky Douchové je rozmazlená a nepořádná, zatímco docent Stehlík v podání Ivánka je pedant. Dohromady jsou tak tihle dva sice komplikovaná, ale zároveň i velice zábavná dvojice. | “ |
| — herečka Ramba | |   |

## Seznam dílů

### První řada (2023)
1. Lesní vražda
2. Preso s mlíčkem
3. Rozhodnutí

### Druhá řada (2024)
1. Sladká odměna
2. Trilobit v akci
3. Zvláštní opatření

## Zajímavosti
- Seriál se natáčel v Praze, Jevanech, Jenštejně, Kosoři, Hostomicích, Bukové u Příbrami a v interiérových i exteriérových prostředích.
- V první řadě hrál i Otmar Brancuzský, který se odvysílání seriálu již nedožil a jedná se tak o jeho vůbec poslední roli.
- Postava docenta Otty Stehlíka, kterou hraje Ivan Trojan, dostala jméno po kamarádovi obou scenáristů a Tereza Ramba byla v době natáčení těhotná.
- Komparzní roli znalce si zde zahrál spoluautor scénáře Josef Mareš, také si zde zahrál jako znalec životní kamarád obou scenáristů Tomáš Kozák.
- Elitní dvojice kriminalistů, kterou v seriálu hrají Matěj Hádek a Marek Taclík, se jmenují Jaroslav Málek a Daniel Plesl; náhodou je, že novinář Jan Malinda v době natáčení seriálu pracoval v redakci MF DNES, kde jeho nadřízenými byli šéfredaktor Jaroslav Plesl a vedoucí redakce Daniel Málek.
- Pokračování seriálu vznikalo od poloviny září do konce listopadu roku 2023. Na natáčení bylo celkem málo času také proto, aby tvůrcům moc neutekla příroda, aby toho co nejvíce stihli v jednom podzimním čase.[5]

## Recenze
- Ojik, TVZone.cz
- Martina „Miňonka“ Krejzlová, Kinobox.cz